# Núi Saint Helena
Núi Saint Helena là một đỉnh núi lửa của dãy núi Mayacamas với sườn trải dài trên các hạt Napa, Sonoma, và Lake của California, các khối đá núi lửa của núi đã tồn tại qua 2,4 triệu năm tuổi và được nâng lên từ Trường núi lửa Clear Lake. Đây là một trong ít ngọn núi của vịnh San Francisco có tuyết rơi vào mùa đông.
Ngọn núi có năm đỉnh xếp thành hình chữ "M". Điểm cao nhất của núi Saint Helena nằm ở North Peak, thuộc quận Sonoma. Cao thứ hai ở phía đông đỉnh núi, là điểm cao nhất của quận Napa. Các đầu nguồn của sông Napa nằm trên sườn đông nam của núi.

## Lịch sử

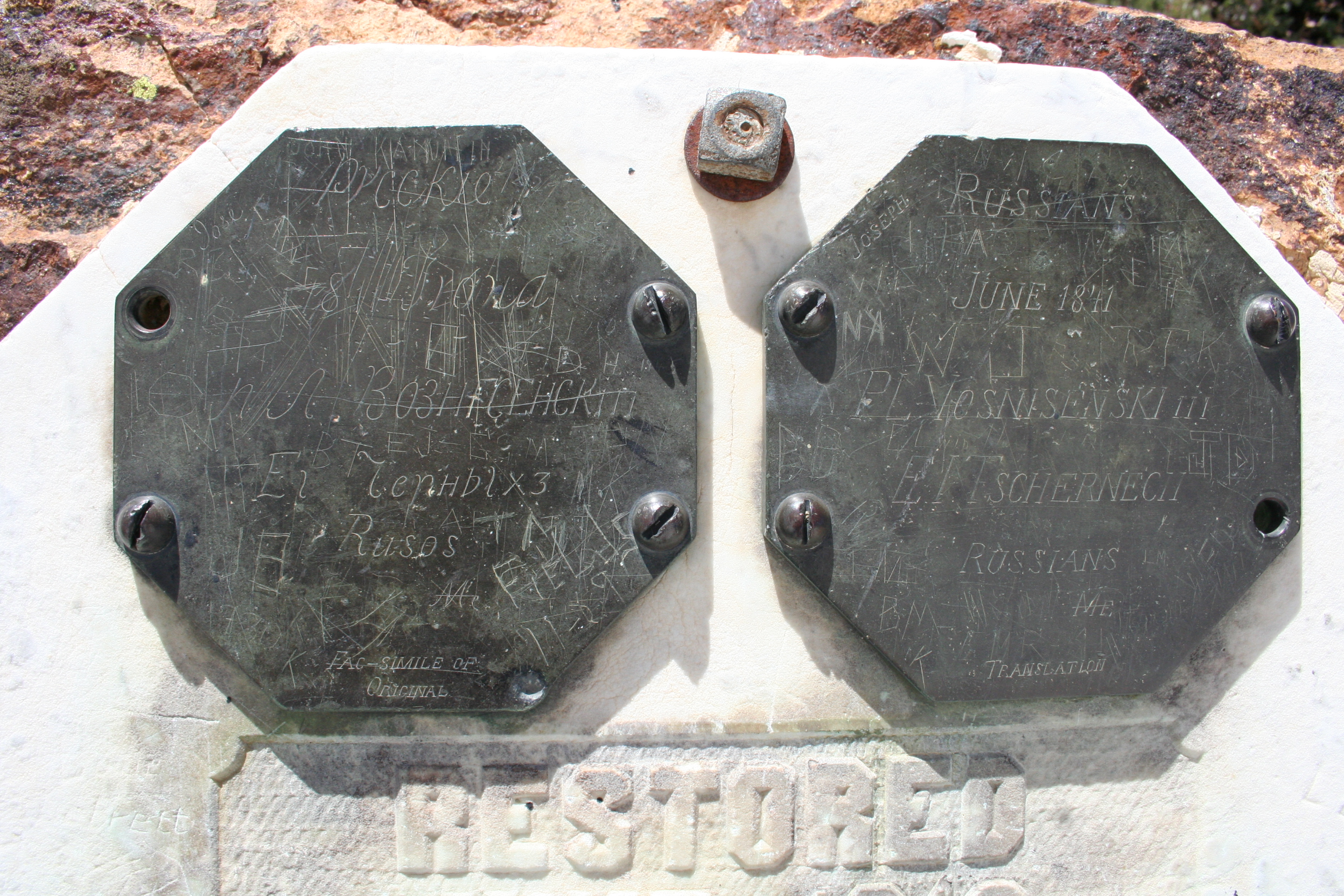
Hai tấm biển được người Nga để lại trên đỉnh núi Saint Helena

Núi Saint Helena bắt đầu khi dòng chảy pyroclastic băng qua Rừng hóa đá của California.
Núi Saint Helena ban đầu được đặt tên là Núi Mayacamas, nhưng đã được thay đổi sau khi một nhóm khảo sát Nga chinh phục đỉnh núi vào tháng 6 năm 1841, họ đã để lại một tấm bản trên đỉnh núi ghi ngày chinh phục. Tấm bản in tên Công chúa Helena de Gagarin, vợ của Alexander G. Rotchev và sĩ quan của Fort Ross.
Robert Louis Stevenson và Fanny Vandegrift Osbourne đã trải qua mùa hè năm 1880 sau khi tuần trăng mật tại một trại khai thác bỏ hoang trên núi Saint Helena. Cuốn sách The Silverado Squatters miêu tả lại hành trình của ông khi tới đây. Đỉnh núi cũng được Ambrose Bierce đưa vào câu chuyện ma The Death of Halpin Frayser
Đỉnh núi có thể đến được bằng những con đường mòn đi bộ dài 6 dặm từ công viên Robert Louis Stevenson.

## Cảnh quan
Cảnh núi nhìn từ đỉnh

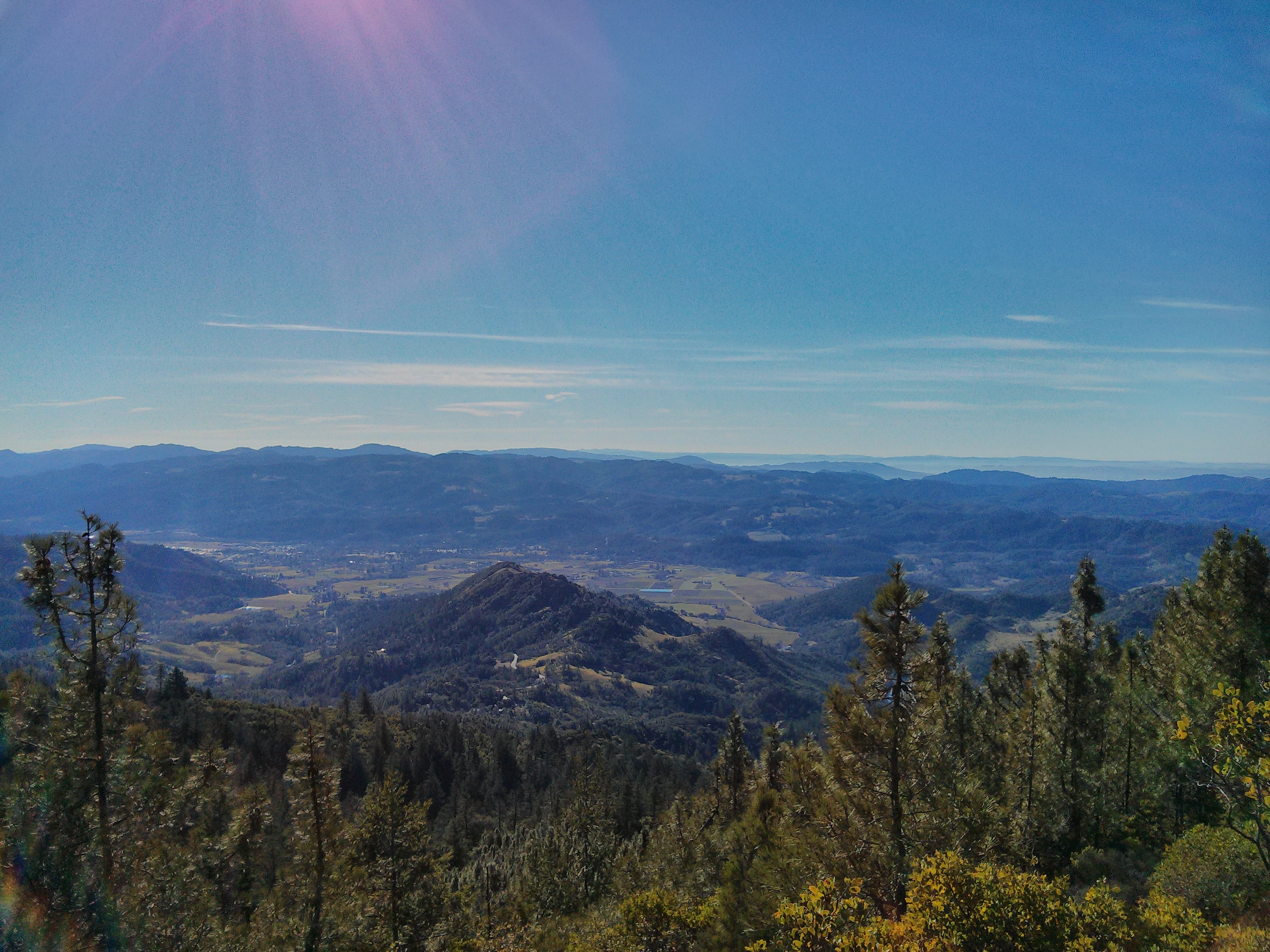
Calistoga
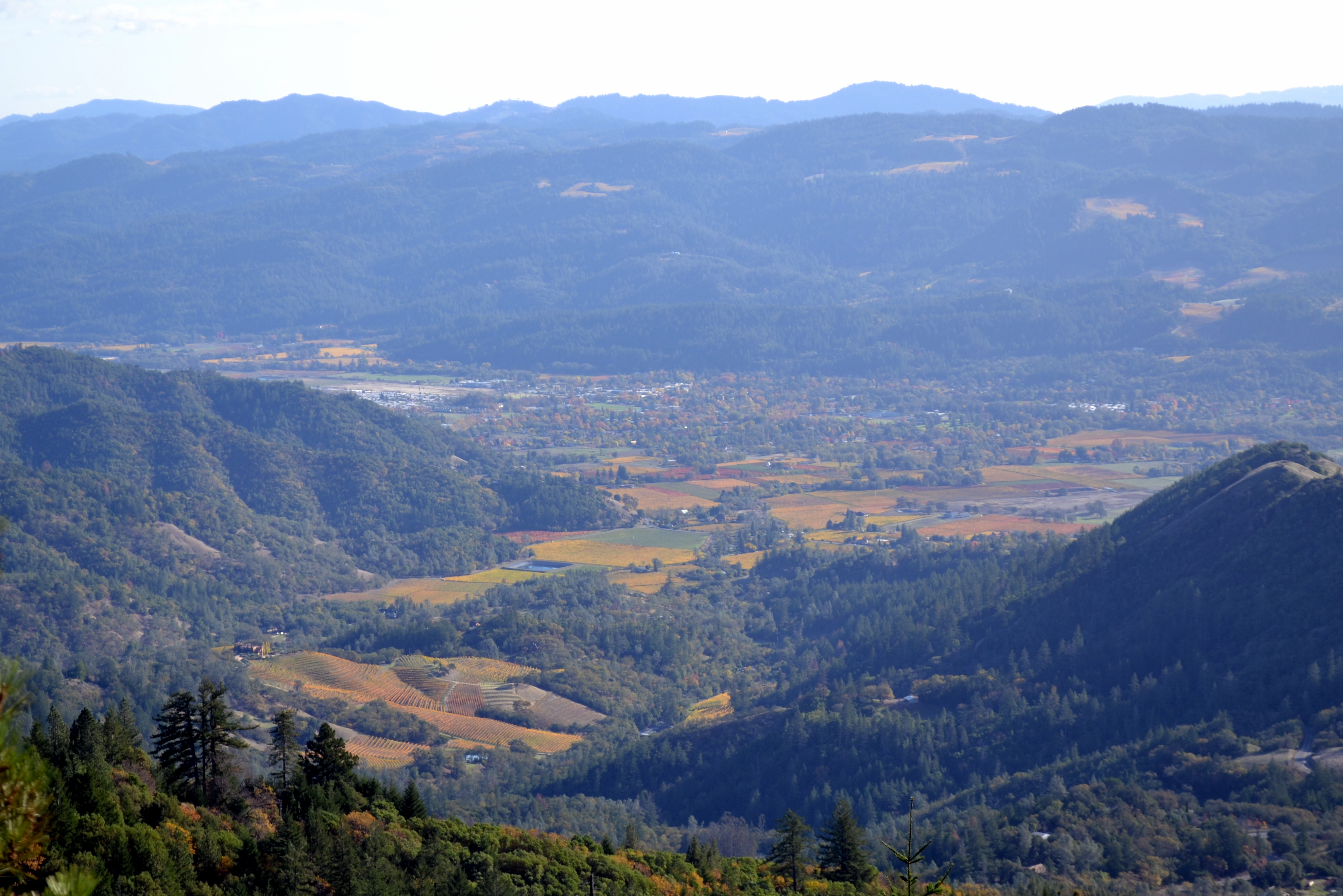
Phía bắc thung lũng Napa
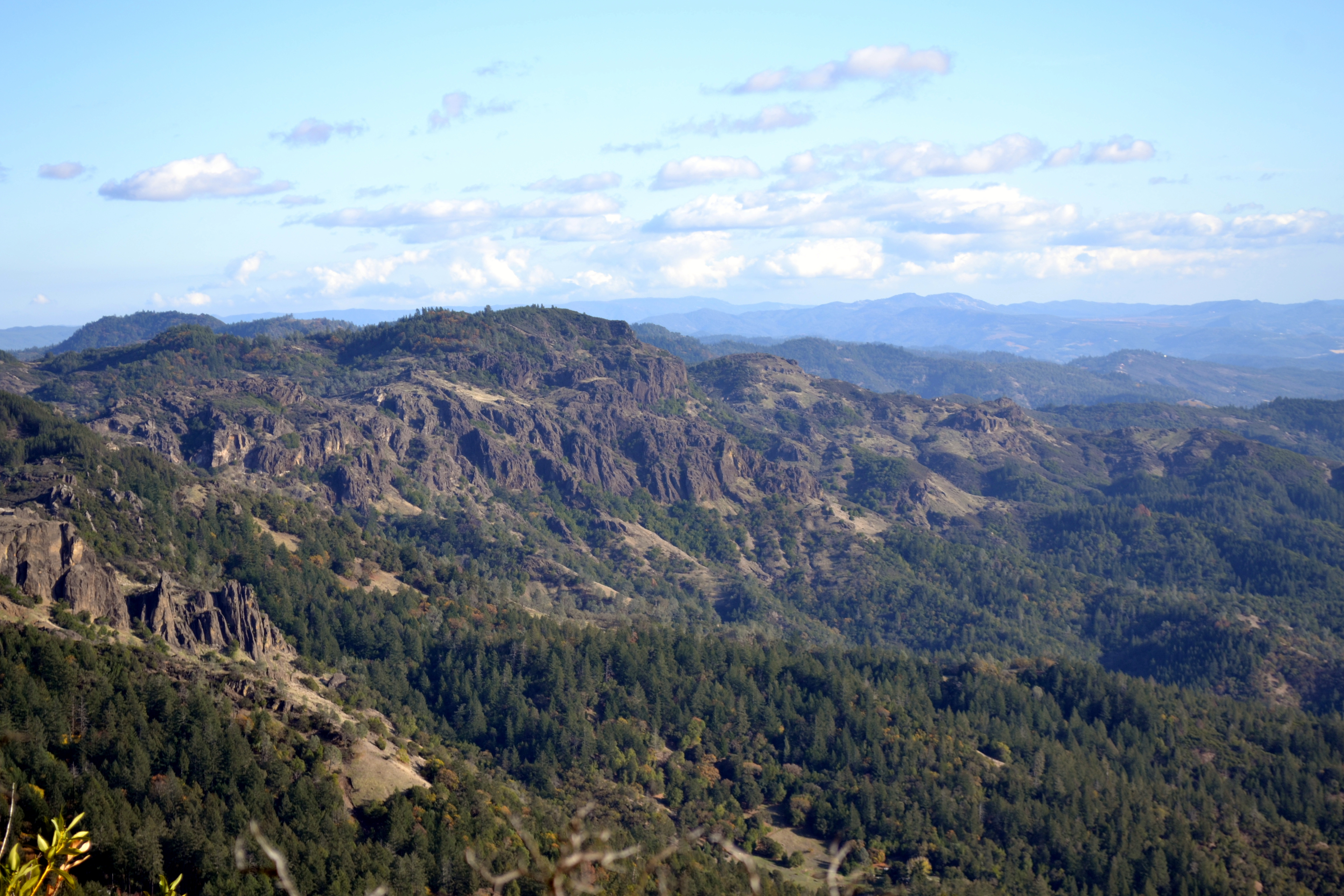
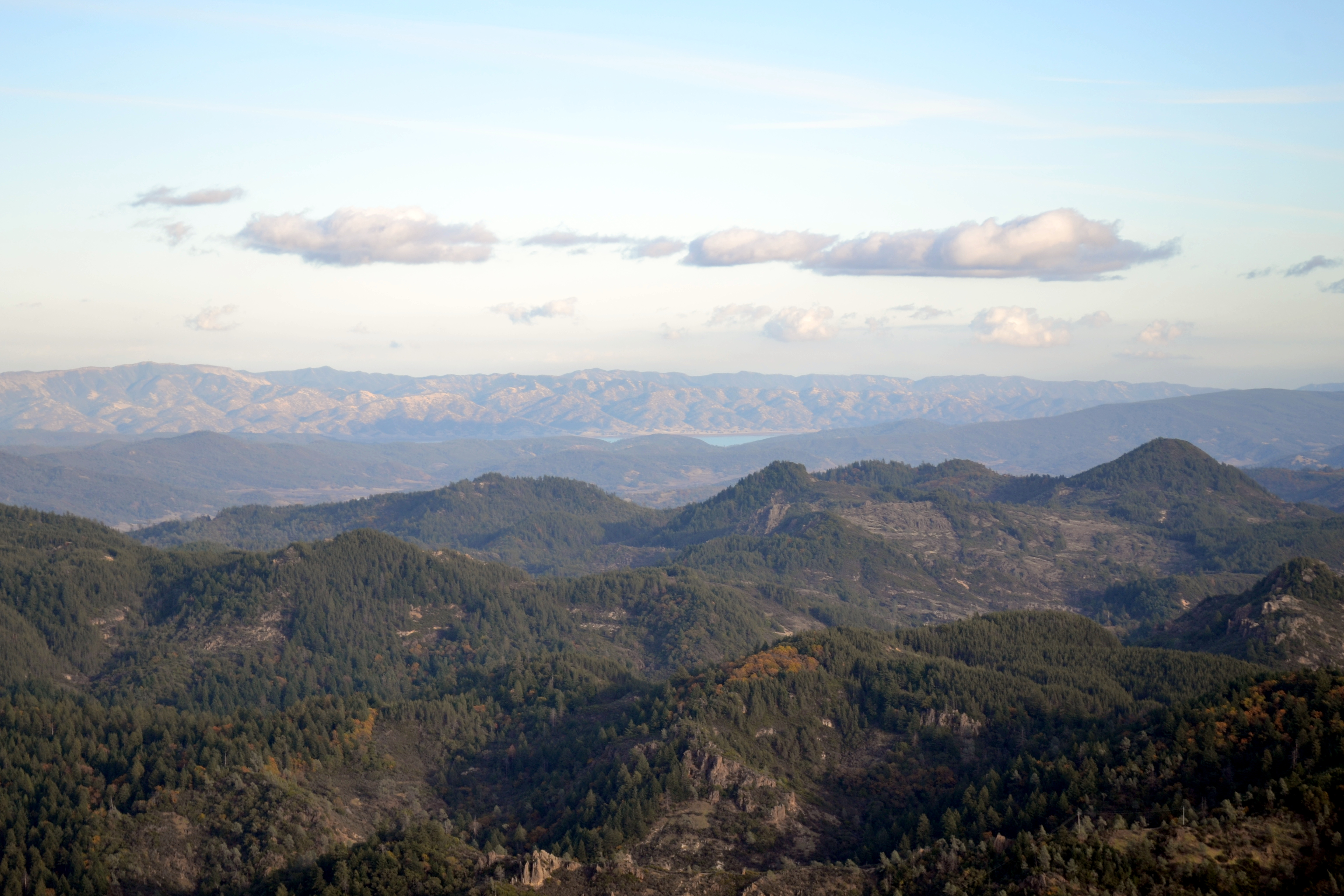
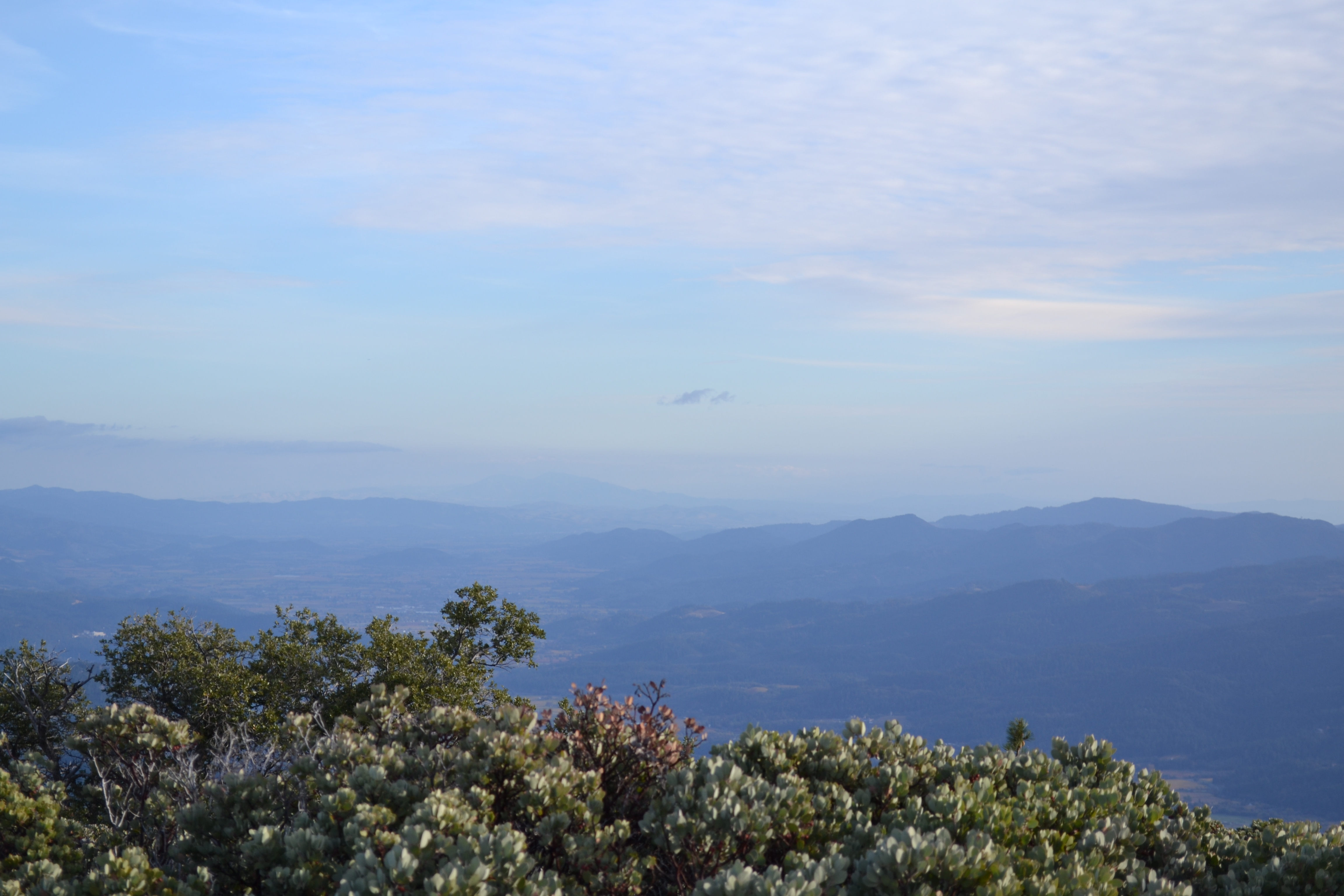
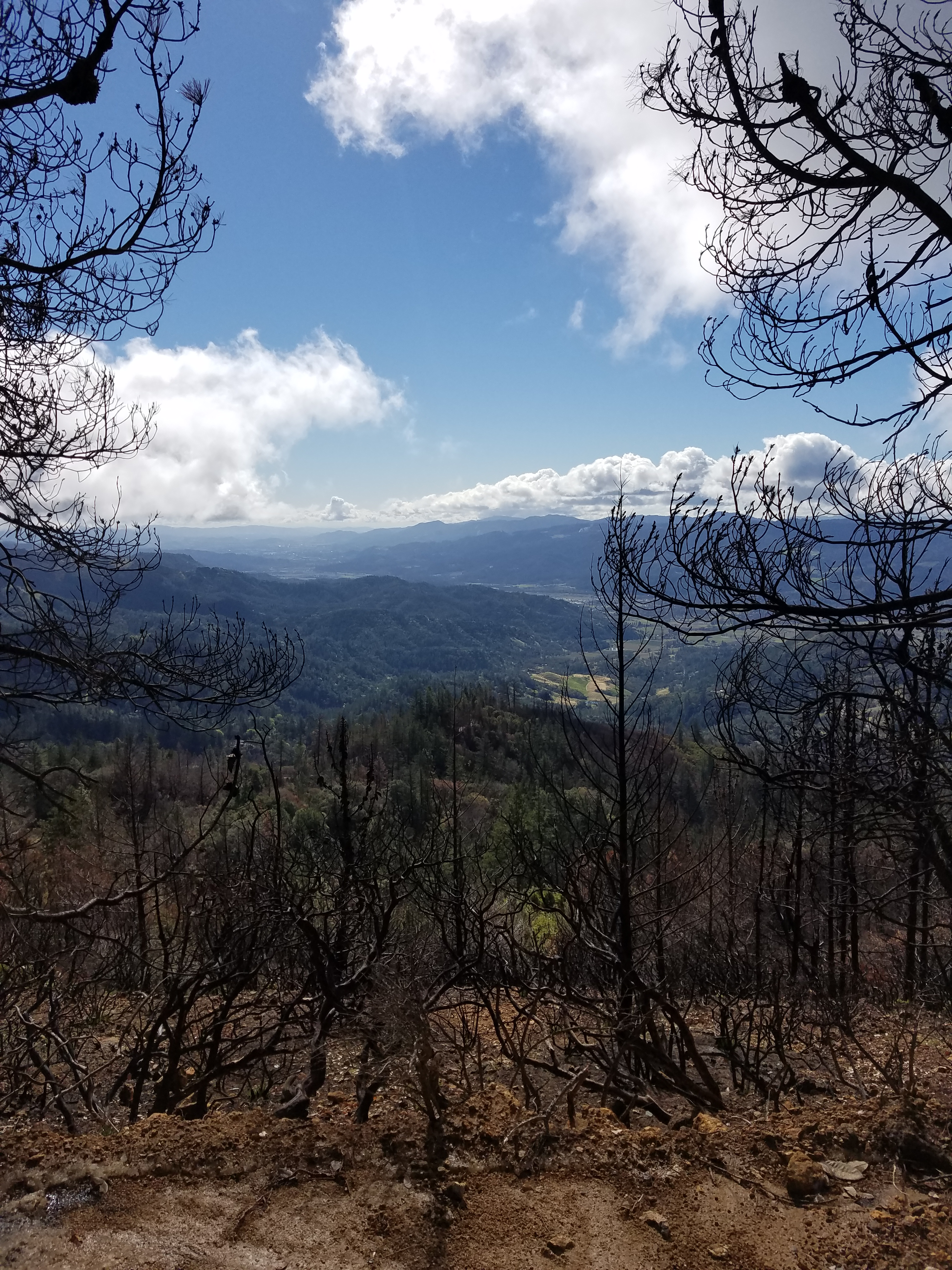
Sau vụ cháy rừng 2017
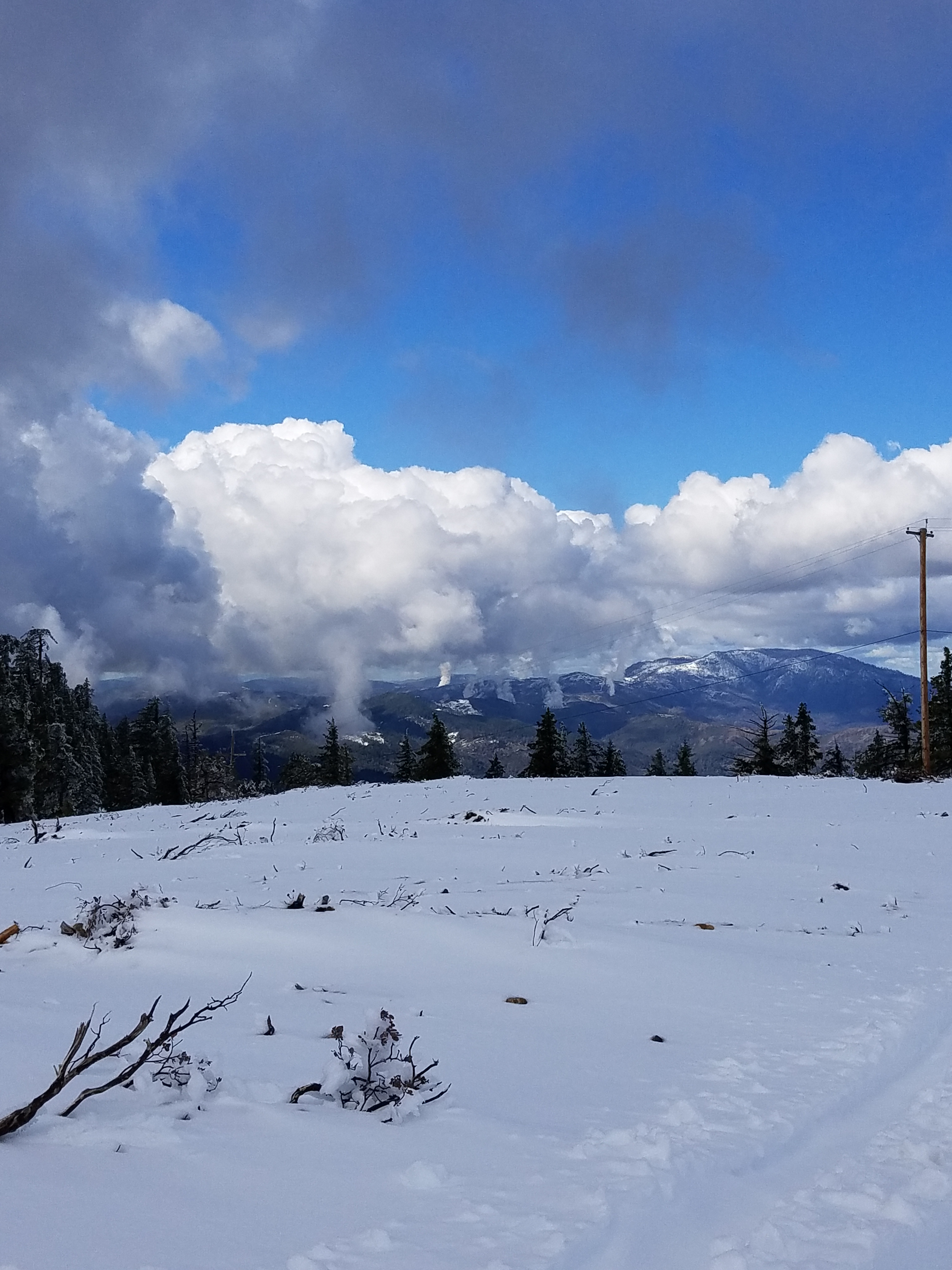
Cảnh tuyết